# Cranichideae
Cranichideae — триба орхідей підродини Orchidoideae.